# Camponotus divergens
Camponotus divergens é uma espécie de inseto do gênero Camponotus, pertencente à família Formicidae.